# シャンデルナゴル
シャンデルナゴル（仏語：Chandernagor, 英語：Chandannagar, ベンガル語：চন্দননগর, ヒンディー語：चंदननगर）は、インド共和国西ベンガル州の都市。元フランスの植民地。1673年にフグリー川岸にフランス東インド会社の商館が設けられたことにはじまる。1688年、商館が現在のシャンデルナゴルに移転されたのち、フランス領インドの経済的中心として栄えた。これに対して、同じくフランス領ながら南インドのタミル語圏に属するポンディシェリは政治の中心であった。1952年4月11日行政権をインドへ返還、1954年10月2日正式にインドに併合された。

## 名称
当項目名「シャンデルナゴル」はフランス語の綴り・読みに基づいたものであり、現地語の表記においては「チョンドンノゴル」（ベンガル語）や「チャンダンナガル」（ヒンディー語）となる。語源については諸説あり、大きく弧を描くように湾曲する川岸の形から「月の街」とする説や、交易品として多く取引されたことから「白檀の街」とする説などがある。